# 訃報 1990年4月
訃報 1990年4月（ふほう 1990ねん4がつ）では、1990年（平成2年）4月中に物故した、又は物故が報じられた人物についてまとめる。

## （1日 - 15日）

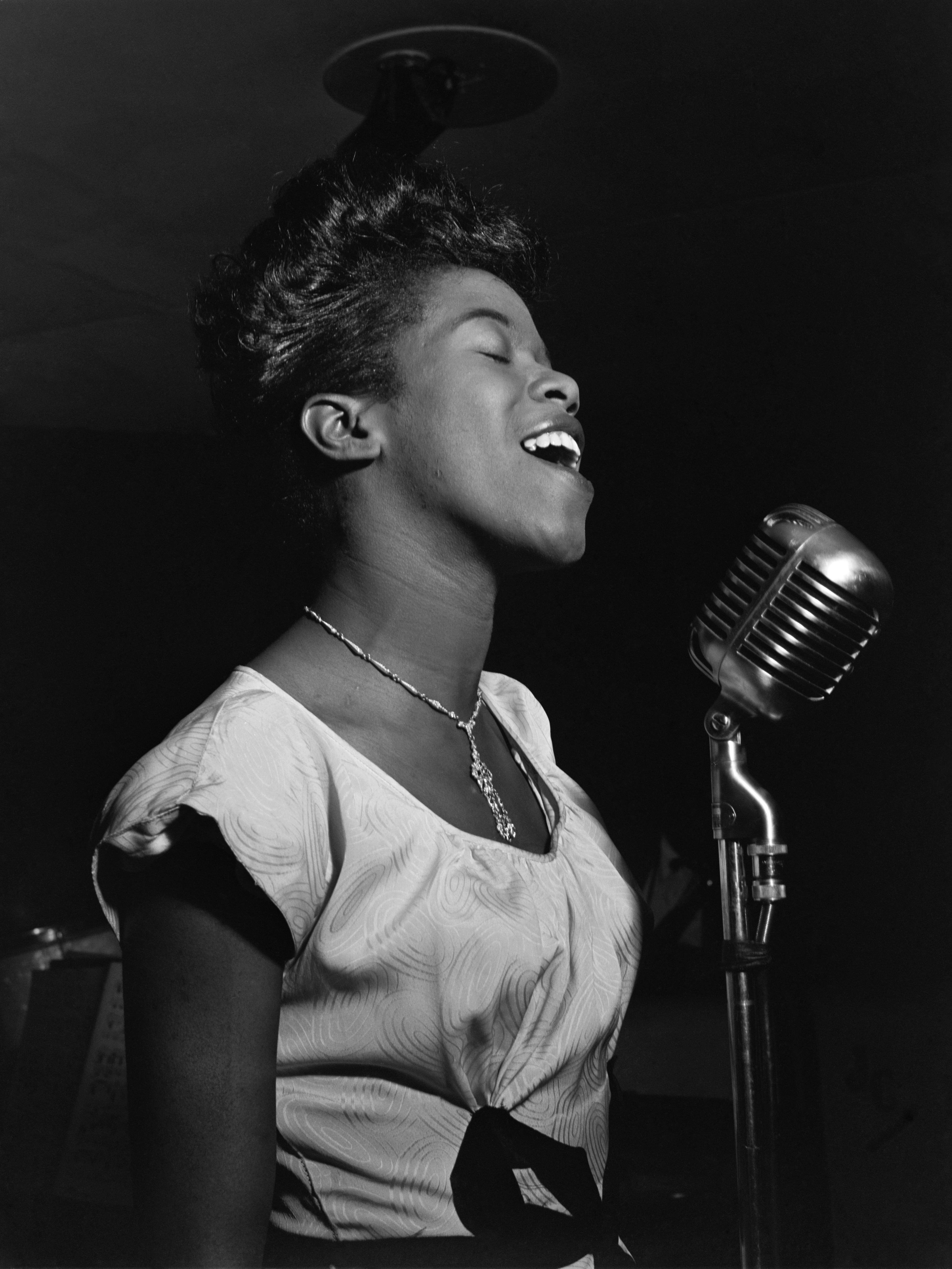
サラ・ヴォーン / 4月3日没

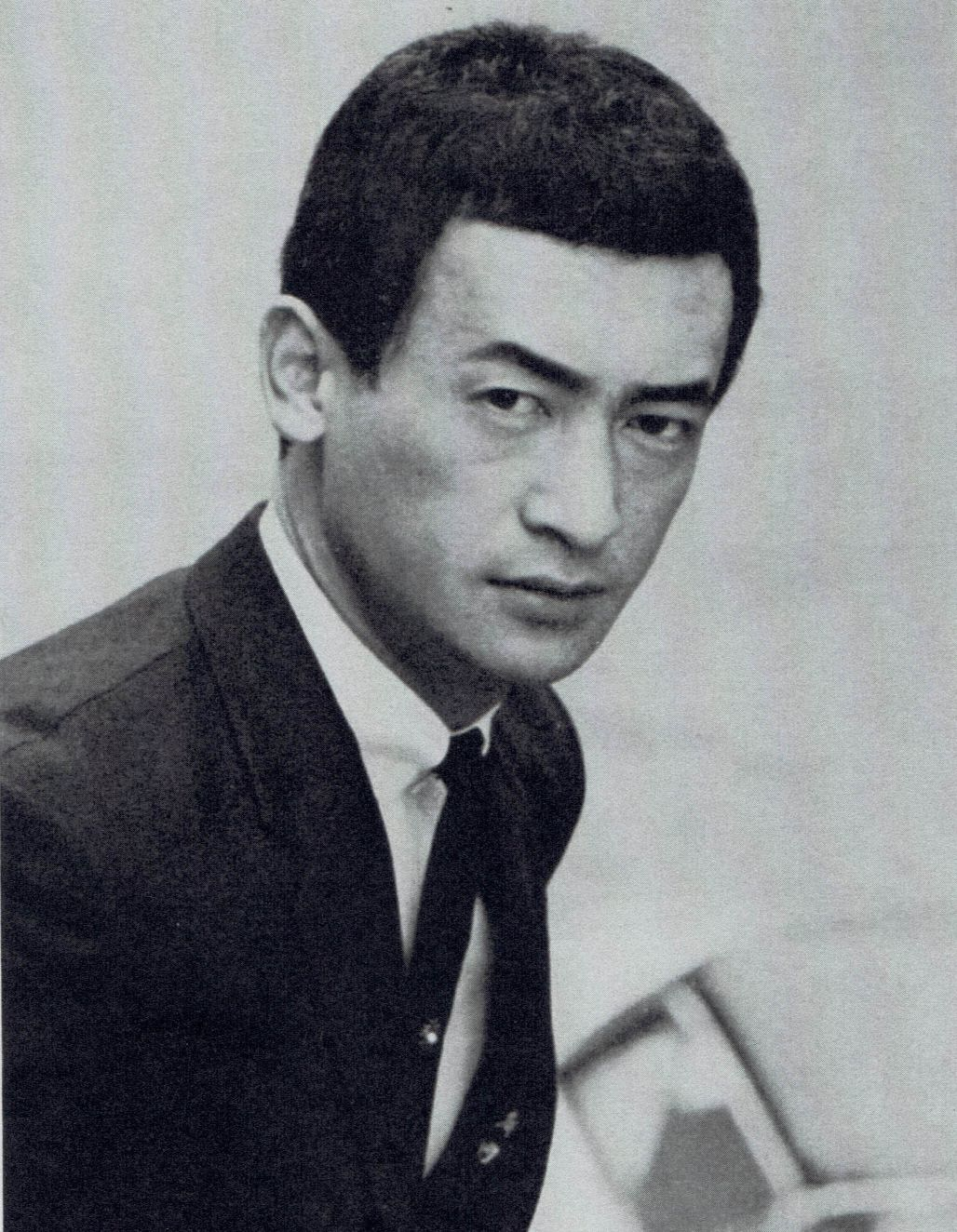
成田三樹夫 / 4月9日没

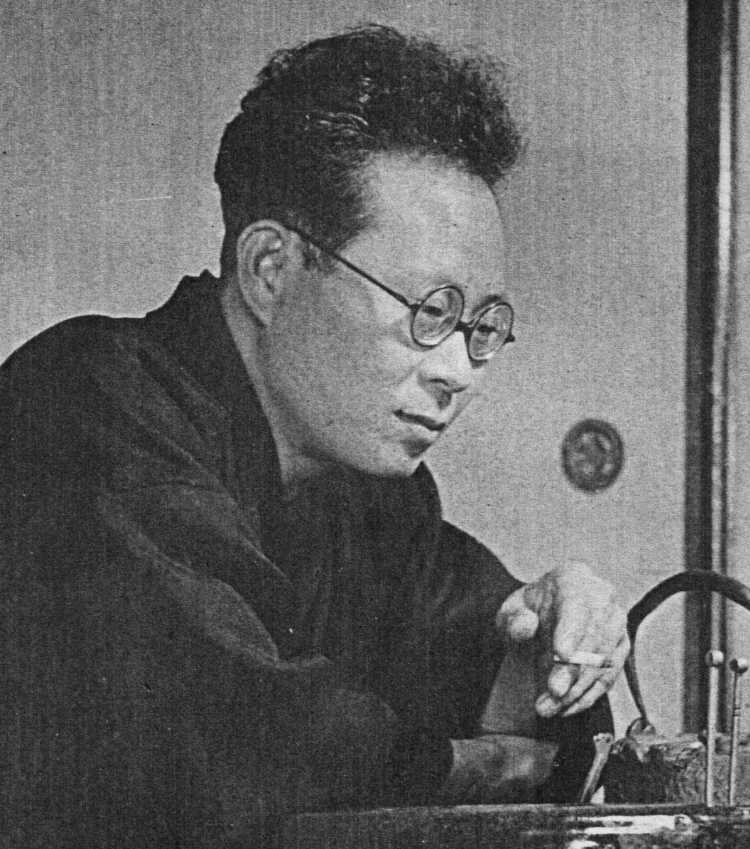
北川冬彦 / 4月12日没

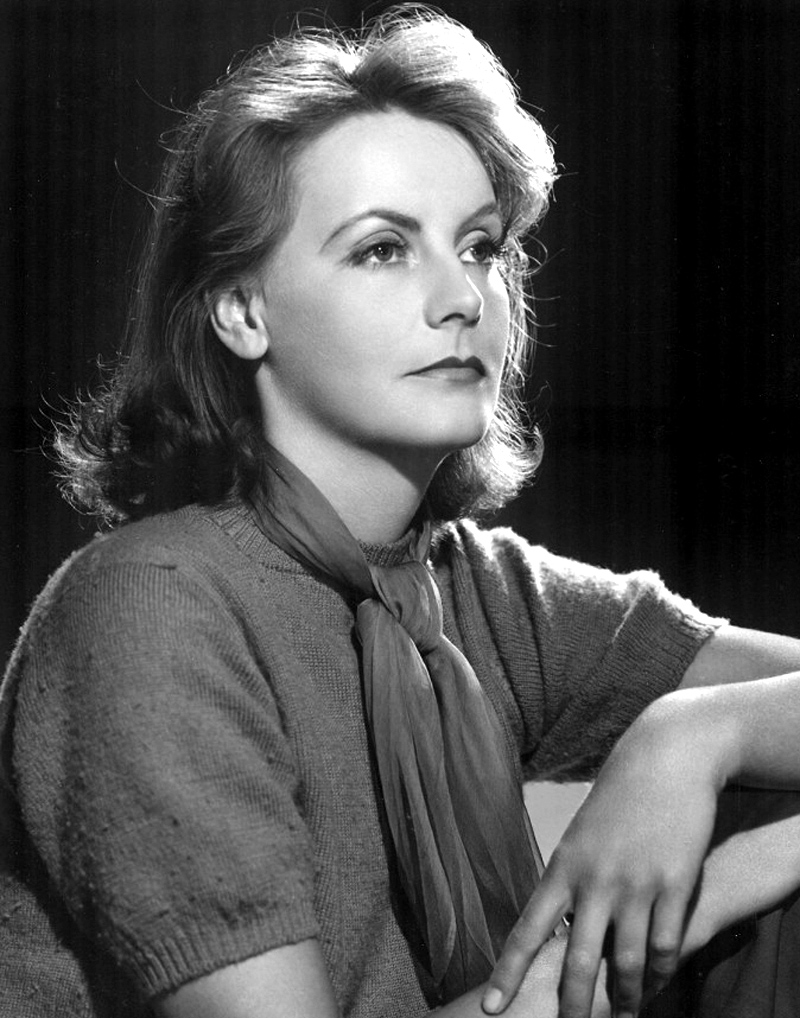
グレタ・ガルボ / 4月15日没

- 4月3日 - 西尾愛治、元鳥取県知事（* 1902年）
- 4月3日 - サラ・ヴォーン、ジャズ歌手（* 1924年）
- 4月7日 - ディック・ランディー、映画監督（* 1907年）
- 4月7日 - 毛利公子、歌手、ベーシスト、元シュガー（* 1960年）
- 4月9日 - 成田三樹夫、俳優（* 1935年）
- 4月12日 - 北川冬彦、詩人・映画評論家（* 1900年）
- 4月12日 - 安西浩、実業家、東京瓦斯会長（* 1901年）
- 4月12日 - 三輪裕章、元プロ野球選手【阪神軍】（* 1921年）
- 4月13日 - 吉田武、歌人・作詞家（* 1911年）
- 4月13日 - 木島則夫、日本の司会者・アナウンサー・政治家（* 1925年）
- 4月15日 - グレタ・ガルボ、女優（* 1905年）

## （16日 - 30日）

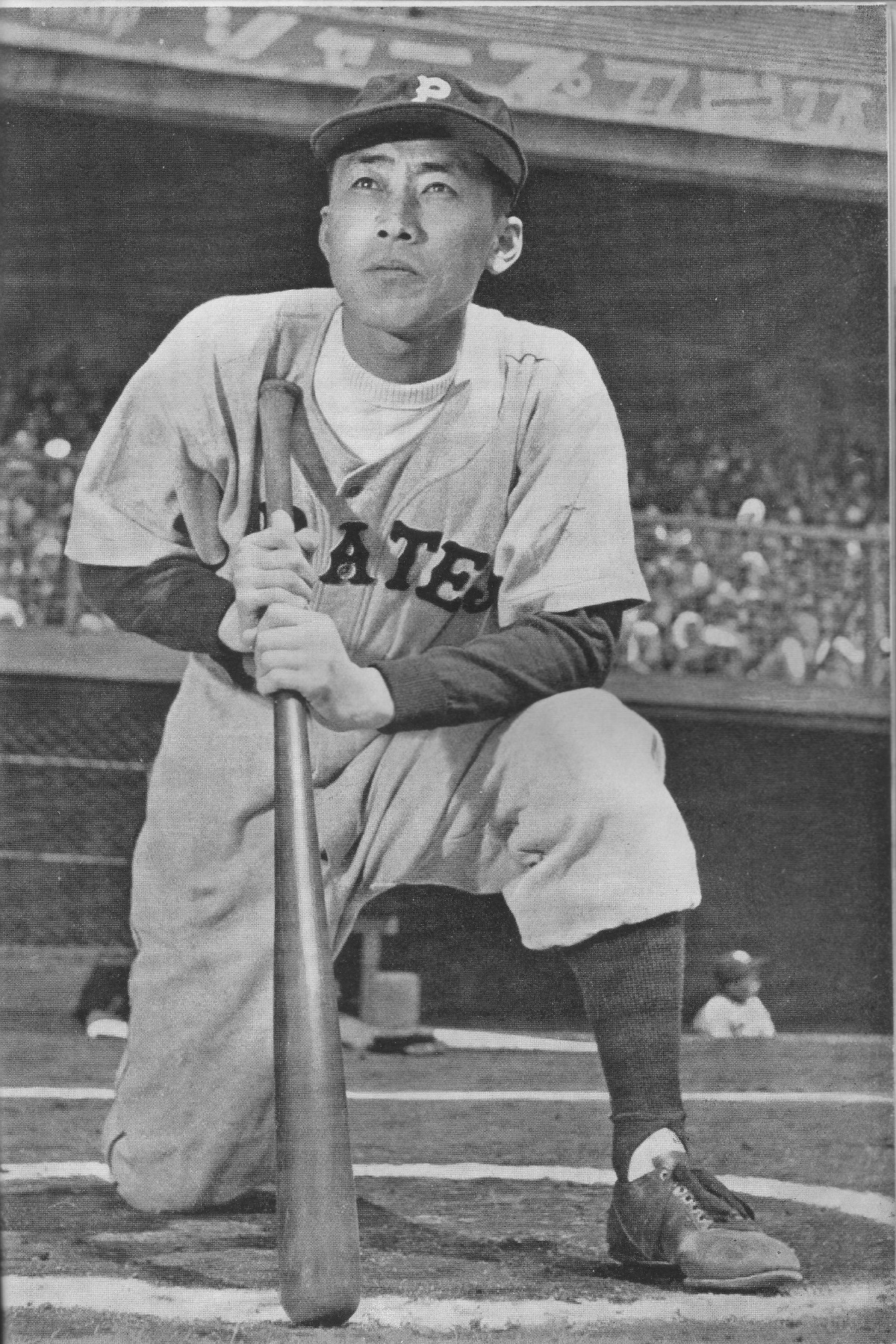
南村侑広 / 4月17日没

- 4月17日[要出典] - 南村侑広、元プロ野球選手【西日本パイレーツ、読売ジャイアンツ】、野球指導者、野球解説者（* 1917年）
- 4月19日 - 小野明、政治家、参議院副議長（* 1920年）
- 4月30日 - 河合義隆、映画監督、演出家（* 1947年）